# Ryan Adams
David Ryan Adams (rođen 5. studenog 1974.) je američki alt-country/rock pjevač-tekstopisac iz Jacksonvillea u Sjevernoj Karolini. Odgojile su ga majka i baka, školu je napustio u šesnaestoj i nastupao s nekoliko lokalnih sastava prije nego što odselio u Raleigh i osnovao grupu Whiskeytown. Tri albuma i pet godina poslije Adams je započeo samostalnu karijeru, izdavši 2000. album Heartbreaker. Dugogodišnji stanovnik New Yorka, Adams je vjerojatno najbolje poznat po pjesmi "New York, New York" koja se pojavila na njegovom drugom albumu Gold iz 2001. Od tada je izdao još pet samostalnih albuma te tri albuma i EP-a s pratećim sastavom The Cardinals. Njegov posljednji album, Cardinology, objavljen je 28. listopada 2008.
Adams je i producirao albume Jesseja Malina i Willieja Nelsona te doprinio na albumima glazbenika kao što su Toots and the Maytals, Beth Orton, The Wallflowers, Jesse Brand, Minnie Driver, Counting Crows, America i Cowboy Junkies.

## Životopis

### Rani život
Ryan Adams rođen je 5. studenog 1974. u obitelji Susan i Roberta Adamsa u Jacksonvilleu u Sjevernoj Karolini. Njegov otac napustio je dom kad mu je bilo devet godina. Njegova majka, profesorica engleskog, ohrabrila je sina da čita, a on se još kao dijete upoznao s djelima Jacka Kerouaca, Edgara Allana Poea, Sylvije Plath i Henryja Millera.
Adamsova baka je odigrala značajnu ulogu u njegovu djetinjstvu, služeći kao dadilja poslije škole dok mu je majka radila. Kad mu je bilo osam godina, na majčinu pisaćem stroju počeo je pisati kratke priče i pjesme. Jednom je rekao, "Počeo sam pisati priče kad sam se doista zaineteresirao za Edgara Allana Poea. Kasnije, kad sam bio tinejdžer, počeo sam čitati kult fikciju: Huberty Selbyja Jr., Henryja Millera, Jacka Keroucaca." S četranest godina je počeo svirati električnu gitaru koju su mu kupili majka i očuh, a ubrzo se pridružio lokalnom sastavu Blank Label koji nije bio duga vijeka.
Odustao je od škole u prvom tjednu desetog razreda, uselivši se u unajmljenu kuću izvan Jacksonvillea. U to je vrijeme kratko nastupao s dva lokalna sastava, Ass i The Lazy Stars. Nakon toga se pridružio Patty Duke Syndromeu i jednom svirao u lokalu u Jacksonvilleu. Nakon što je maturirao, Adams je napustio Jacksonville i otišao u Raleigh. The Patty Duke Syndrome se razišao 1994.

### Whiskeytown
Nakon razlaza s The Patty Duke Syndrome, Adams je s Caitlin Cary, Ericom "Skilletom" Gilmoreom, Steveom Grothmannom i Philom Wandscherom osnovao Whiskeytown. S osnutkom sastava, Adams se okrenuo alt-countryju, rekavši u naslovnoj pjesmi debitantskog albuma sastava Faithless Street kako je punk rock "pretežak za pjevanje". Whiskeytown je bio pod utjecajem country-rock pionira, ponajprije Grama Parsonsa. Whiskeytown je s izlaskom svog drugog albuma, Stranger's Almanac, zaradio i pohvale kritike.
Mnogi članovi sastava smatrali su Adamsa teškom osobom što je rezultiralo s nekoliko mijenjanja postava u petogodišnjoj karijeri grupe. U vrijeme snimanja njihova posljednjeg albuma, Pneumonia, 1999., Caitlin Cary je bila jedina originalna članica sastava uz Adamsa. Pneumonia je bio prvi od nekoliko suradnji između Adamsa i producenta Ethana Johnsa. Objavljivanje albuma odgodilo se za 2001. zbog pravne zavrzlame koja je nastala spajanjem Universala i PolyGrama.

### Solo karijera
Adams je 2000. objavio svoj prvi samostalni album, Heartbreaker (kojeg je opet producirao Ethan Johns). Emmylou Harris, koja je u početku bila partnerica Grama Parsonsa, pjevala je prateće vokale na "Oh My Sweet Carolina". Osim nje, na albumu su surađivali i Gillian Welch, David Rawlings i Kim Richey jer je Adams prigrlio stil koji je podsjećao na folk glazbu. Kritike su bile odlične, ali ne i prodaja.
2001. je objavio Gold, album sa 16 pjesama s limitiranim izdanjem diska s pet bonus pjesama. Za razliku od Adamsova prijašnjeg rada, album nije bio toliko u country stilu, a prodan je u 364 tisuće primjeraka, što mu je najveći komercijalni uspjeh do sada. Album mu je 2002. donio dvije nominacije za Grammy; za "Najbolju mušku vokalnu rock izvedbu" za "New York, New York (pjesma Ryana Adamsa)|New York, New York" i "Najbolji rock album". Iste je godine nominiran i za "Najbolju mušku vokalnu country izvedbu" za svoju verziju pjesme Hanka Williamsa "Lovesick Blues" s tribute albuma Timeless. Pjesmu s Golda obradili su The Corrs i Bono, Tyler Hilton i Tim McGraw.
U glazbenom spotu za "New York, New York", snimanom 7. rujna 2001., tjedan dana prije napada 11. rujna, u pozadini su se pojavljivali tornjevi blizanci, dok je Adams ispred njih pjevao "I'll always love you, though, New York." Spot se nakon napada često prikazivao na MTV-u.
Nakon uspjeha Golda, Adams je 2002. objavio Demolition. Kompilacija pjesama s prethodnih snimanja uključivala je pjesme koje su snimljene ali ne i objavljene. Iako album kod kritike prošao dobro kao i prethodnik, komercijalna strana priče je zakazala. Iste godine Adams je producirao prvi album Jesseja Malina, The Fine Art of Self Destruction, te kasnije radio s Malinom na osnivanju punk-rock grupe The Finger (pod pseudonimima "Warren Peace" i "Irving Plaza"). Nastupio je i u reklami za Gap s Williejem Nelsonom, izvodeći obradu "Move It On Over" Hanka Williamsa.
U svibnju 2002. Adams se pridružio Eltonu Johnu na CMT Crossroads, emisiji koja spaja country glazbenike s onima iz drugih žanrova. Tijekom emisije, John je nazvao Adamsa "nevjerojatnim" i rekao kako ga je Heartbreaker nadahnuo da snimi Songs from the West Coast, koji je u svoje vrijeme bio njegov najuspješniji album u nekoliko godina. Adams je navodno iste godine snimio obradu debitantskog albuma grupe The Strokes Is This It, iako ona nikad nije službeno objavljena.
Tijekom 2002. i 2003., Adams je radio na snimanju Love Is Hell, namjeravajući objaviti album 2003. Lost Highway, njegova izdavačka kuća, sumnjala je u uspješnost albuma i nije ga bila spremna objaviti, što je Adamsa opet natjeralo u studio. Dva tjedna kasnije vratio se u Lost Highway s Rock n Rollom na kojem su gostovali glazbenici kao što su Melissa Auf der Maur, Billie Joe Armstrong iz Green Daya i Adamsova tadašnja djevojka, Parker Posey.
Adams i Lost Highway na kraju su se dogovorili da će kuća objaviti Rock N Roll kao i Love Is Hell, pod uvjetom da se Love Is Hell podijeli u dva EP izdanja. Rock N Roll i Love Is Hell objavljeni su u studenom 2003., a u prosincu je slijedio Love Is Hell, Pt. 2. Oba albuma su zavrijedila pohvale od kritike, a u svibnju 2004. Love Is Hell je objavljen kao jedinstveni album.
Na njemu se našla obrada Oasisova "Wonderwalla" koju je Adams prije toga izvodio na koncertima o čemu je Noel Gallagher jednom rekao, "Ta mi pjesma nikad nije sjela sve dok nisam čuo kako ju je Ryan Adams izvrsno obradio." Pjesma mu je donijela nominaciju za Grammy za "Najbolju vokalnu solo rock izvedbu".
Dok je 2004. na turneji promovirao Love Is Hell, Adams je tijekom nastupa u Royal Court Theatreu u Liverpoolu slomio zglob. Pao je s pozornice u prostor za orkestar dok je izvodio "The Shadowlands". Zbog toga su morali biti otkazani koncerti na njegovoj europskoj i američkoj turneji.

### The Cardinals
Adams se 2005. udružio s pratećim sastavom The Cardinals kako bi producirao dva albuma, Cold Roses i Jacksonville City Nights. Cold Roses, dvostruki album, uključivao je Rachael Yamagata na pratećim vokalima na tri pjesme; "Let It Ride", "Cold Roses" i "Friends". Na njegovu drugom albumu te godine, Jacksonville City Nights, našao se duet s Norah Jones na "Dear John". Nakon što je objavio dva albuma s Cardinalsima, Adams je krajem godine objavio samostalni album 29.
Osim što je objavio tri albuma, Adams se te godine pridružio drugim glazbenicima na dobrotvornom koncertu za žrtve uragana Katrina u Irving Plazi u New Yorku. Na soundtracku filma Elizabethtown našle su se tri njegove pjesme: "Come Pick Me Up", "Words" i "English Girls Appromixametely".
Na dodjeli nagrada Jammys u New Yorku 2005. se sprijateljio s Philom Leshom iz Grateful Dead. Dvojac je izveo klasik Jerryja Garcije i Roberta Huntera, "Wharf Rat". Adams je nastupao i na nekim koncertima s Phil Lesh and Friends, uključujući dvodnevni koncert u Red Rocks Parku blizu Denvera na dočeku Nove godine u Bill Graham Event Centeru u San Franciscu. Tijekom 2006., Lesh je na koncertima izvodio neke Adamsove pjesme.
Početkom 2006., Adams je odradio solo turneju po Ujedinjenom Kraljevstvu, često u pratnji Brada Pembertona (bubnjara Cardinalsa), te na zadnjem koncertu u Londonu s Nealom Casalom. Zatim se uputio na turneju po Sjedinjenim Državama s Cardinalsima. Nakon toga su se na ljeto vratili u Ujedinjeno Kraljevstvo kako bi započeli turneju po Europi.
Producirao je album Willieja Nelsona Songbird, dok su on i Cardinalsi bili prateći sastav. Album je izdan u listopadu 2006. Bio je i predgrupa Nelsonu u Hollywood Bowlu kasnije te jeseni, na koncertu na kojem je Phil Lesh svirao bas i gdje je odsvirano nekoliko pjesama Grateful Dead. Krajem 2006. je počeo eksperimentirati s hip-hop glazbom, dodavši na svoju službenu stranicu 18 pjesama pod raznim pseudonimima, s duhovitim i nelogičnim stihovima.
Nakon što je najavio pa kasnije otkazao koncert u Stonehengeu, Adams je 26. lipnja 2007. objavio svoj deveti album, nazvan Easy Tiger. Na albumu su se našle mnoge pjesme koje su izvedene tijekom turneja iz 2006., kao i neke starije pjesme koje su do tada ostale neobjavljene. Kasnije te godine, Adams je otkrio kako je pretrpio "dug ovisnički period" koji je završio 2006. Natuknuo je kako je miješao heroin s kokainom te uzimao alkohol i tablete. Svladao je ovisnost uz pomoć svoje djevojke, Jessice Joffe, koristeći terapiju Valiumom i često posjećujući sastanke Anonimnih alkoholičara.
23. listopada 2007. Adams je objavio Follow the Lights, EP s tri nove pjesme: "Follow The Lights", "Blue Hotel" i "My Love For You Is Real", zajedno s koncertnim verzijama drugih objavljenih pjesama. Pojavio se i kao gostujući glazbenik na albumu i DVD-u Cowboy Junkiesa, Trinity Revisited, obilježavanja 20. godišnjice njihova klasičnog albuma The Trinity Session.
Njegov novi album snimljen s Cardinalsima, Cardinology, objavljen je 28. listopada 2008. Adams je najavio i kako sprema knjigu pod nazivom Infinity Blues.

## Vanjske poveznice
- Službena stranica  Arhivirana inačica izvorne stranice od 15. srpnja 2011. (Wayback Machine)
- Ryan Adams u internetskoj bazi filmova IMDb-u (engl.)